# The Last Song (romance)
The Last Song é um romance do escritor estadunidense Nicholas Sparks. Foi publicado em 2009 em inglês.
Uma adaptação cinematográfica do romance foi feita em 2010, estrelada por Miley Cyrus e Liam Hemsworth.

## Sinopse
Veronica (Ronnie) Miller, de dezessete anos, experimenta uma mudança em sua vida quando seus pais se divorciam. Seu pai, Steve, decide mudar-se de Nova Iorque, cidade onde morava com Veronica e Kim, sua ex-mulher e mãe de Veronica, para Wilmington, Delaware. Três anos após o divórcio, Verónica sentiu ressentimento em relação aos pais e se isolou cada vez mais deles, principalmente do pai. Ao perceber isso Kim, sua mãe, decide que seria melhor para ela passar o verão em Wilmington com o pai.
Steve era um ex-pianista e professor, após sua transferência manteve uma vida tranquila na praia da cidade, esteve imerso na criação de uma obra musical, que se tornará a partitura especial de uma igreja local.
À medida que a história se desenrola, o tema do amor em suas muitas formas é abordado; o primeiro amor e o amor entre pais e filhos, tema muito presente nos romances de Nicholas Sparks. Também mostra como os relacionamentos mais sinceros podem causar mais danos, mas ao mesmo tempo ser muito satisfatórios onde o final termina com a morte de seu pai.